# Pisai ferde torony
A pisai ferde torony (olaszul: Torre pendente di Pisa) vagy egyszerűen pisai torony (olaszul: La Torre di Pisa) ferde torony Pisa városában, Olaszország Toszkána régiójában. A torony a pisai dóm harangtornya.
A katedrális mögött álló torony a pisai Dóm tér (Piazza del Duomo) harmadik legrégebbi épülete a katedrális és a keresztelőkápolna után.

## Története
A torony alapja körül végzett ásatások szerint ezen a helyen az ókorban egy etruszk szentély volt.
A torony építése 200 évig tartott és három szakaszban történt. A fehér márványból készült harangtorony első szintjének építése 1173. augusztus 9-én kezdődött, a jólét és katonai sikerek korszakában. A szintet klasszikus oszlopfőkkel díszített oszlopok szegélyezik.
Az építész személyazonossága mindmáig vitatott. Sok éven át a tervezést Guglielmo és Bonanno Pisanónak tulajdonították. Bonanno Pisano 1185-ben elhagyta Pisát és Szicíliába költözött, csak meghalni tért vissza szülővárosába. A torony lábánál elhelyezett szarkofágját csak 1820-ban találták meg. Manapság azonban úgy tartják, hogy a torony építését egy másik pisai építész, Diotisalvi kezdte el.
Miután a harmadik emelet is megépült 1178-ban, a torony megsüllyedt a talaj gyengesége miatt. Építése száz évig szünetelt, mivel a pisaiak folyton hadban álltak Genovával, Luccával és Firenzével. Ezalatt az idő alatt a talaj némiképpen leülepedett. 1198-ban néhány órát helyeztek el a félkész tornyon.
1272-ben az építkezést Giovanni di Simone, a Camposanto építésze újraindította. További négy emeletet építettek, olyan szögben, hogy kiegyensúlyozza az elhajlást. Az építkezést 1284-ben ismét leállították, amikor a pisaiak vereséget szenvedtek a genovaiaktól a meloriai csatában.
Az utolsó emeletet 1372-ben fejezték be, és ekkor állították fel a harangokat is. Hét harang van, a zenei skála minden hangjának egy. A legnagyobbat 1655-ben állították fel.
Úgy tartják, hogy Galileo Galilei két különböző tömegű ágyúgolyót dobott le a toronyból, hogy bebizonyítsa, az esési sebesség nem függ a tömegtől. Noha ezt a történetet Galileo egy tanítványa terjesztette, ma már legendának minősítik.
1838-ban Alessandro Della Gherardesca építész kiásatott egy utat a torony körül, hogy a torony alapja ismét láthatóvá váljon; ez ismét növelte az elhajlást.
Benito Mussolini elrendelte, hogy a tornyot ki kell egyenesíteni, ezért betont öntöttek az alapozásába. A torony ettől tovább süllyedt a lágy talajba.
A második világháború alatt az amerikai hadsereg majdnem minden pisai tornyot lerombolt. Tervezték a ferde torony felrobbantását is, de egy az utolsó pillanatban érkezett parancs megelőzte a rombolást.
1964-ben az olasz kormány segítséget kért, hogy megelőzzék a torony leomlását. Egy nemzetközi csoport (mérnökök, matematikusok és történészek) állt össze, hogy megbeszéljék a stabilizálás módszereit. Húszévnyi munka után, 1990 januárjában a tornyot lezárták a nagyközönség elől. A harangokat elszállították, hogy a terhelés csökkenjen és biztonsági okokból a torony körüli házakat is kiürítették. Tízévnyi restaurálás kezdődött, amely során erős acélsodronyokkal biztosították az építményt, és a talapzat alatt 44 centiméterrel elhelyezett többtonnányi súlyokkal megállították a dőlést. 2001. december 15-én a tornyot ismét megnyitották a látogatók számára. Az akkori nyilatkozatok szerint a torony további 300 évig stabil marad, sőt azóta csökkent is néhány centiméterrel a dőlése egy 2018-as mérés szerint.
Újabb kutatások szerint a torony földrengésekkel szembeni ellenállása ugyanannak a laza talajnak köszönhető, amely a ferdeségét okozta.

## Leírása és adatai
Magassága 55,86 m az alacsonyabb oldalon, és 56,70 m a magasabb oldalon. Alapjának külső átmérője 15,484 m, belső átmérője pedig 7,368 m. Fala az alapnál 4,09 m vastag, a tetején 2,48 m. Az építmény tömegét 14 500 tonnára becsülik. A toronynak 296 vagy 294 lépcsőfoka van, a hetedik emeleten két kisebb fok található az észak felé néző lépcsőházban.
Bár függőlegesnek kéne lennie, már nem sokkal az építés kezdetének éve, 1173 után elkezdett dőlni délkelet felé a rosszul lefektetett alapok és a laza alréteg miatt, ami lehetővé tette, hogy elmozduljon egy irányba. A torony jelenleg délkelet felé dől. Dőlésszöge az 1990-es mérés szerint 5,5 fok volt, mára viszont ez az adat 3,99 fokra csökkent. Ez azt jelenti, hogy a torony teteje 3,9 méterrel mozdult el a függőlegestől.

### Harangjai
Hét haranggal rendelkezik, amelyek hangjai megegyeznek a zenei skála hét hangjával.
| # | Név             | Öntés éve | Öntötte                 | Tömeg   |
| - | --------------- | --------- | ----------------------- | ------- |
| 1 | L’assunta       | 1654      | Giovanni Pietro Orlandi | 3620 kg |
| 2 | il Crocifisso   | 1572      | Vincenzo Possenti       | 2462 kg |
| 3 | San Ranieri     | 1719–21   | Giovanni Andrea Moreni  | 1448 kg |
| 4 | La Terza        | 1473      |                         | 300 kg  |
| 5 | La Pasquereccia | 1262      | Lotteringo              | 1014 kg |
| 6 | il Vespruccio   | 1501      | Nicola di Jacopo        | 1000 kg |
| 7 | Del Pozzetto    | 1606      |                         | 652 kg  |

## Galéria

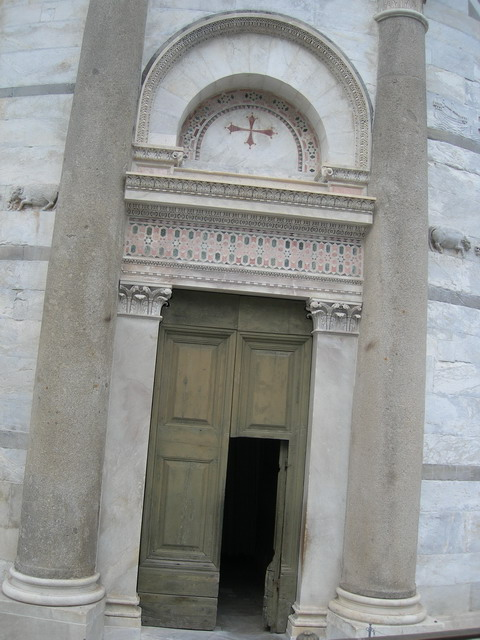
Bejárati ajtó a harangtoronyhoz
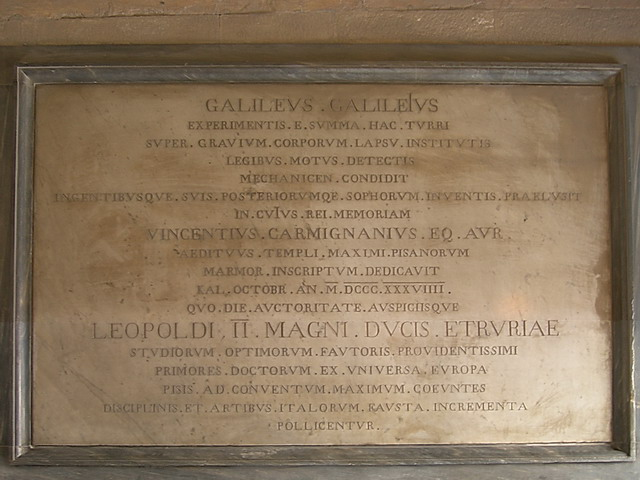
Galileo Galilei kísérleteinek emléktáblája
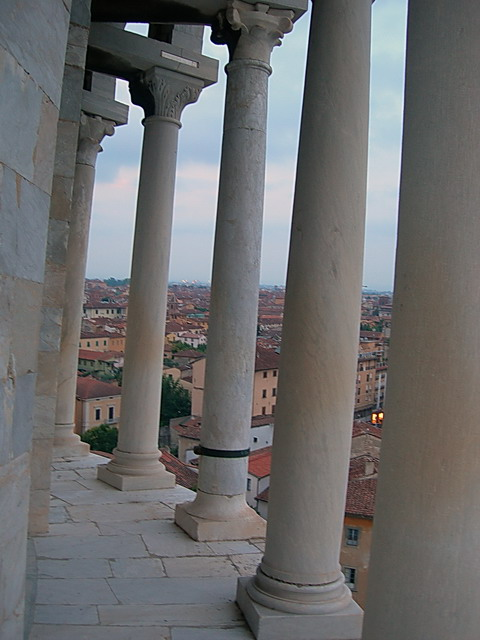
Külső loggia
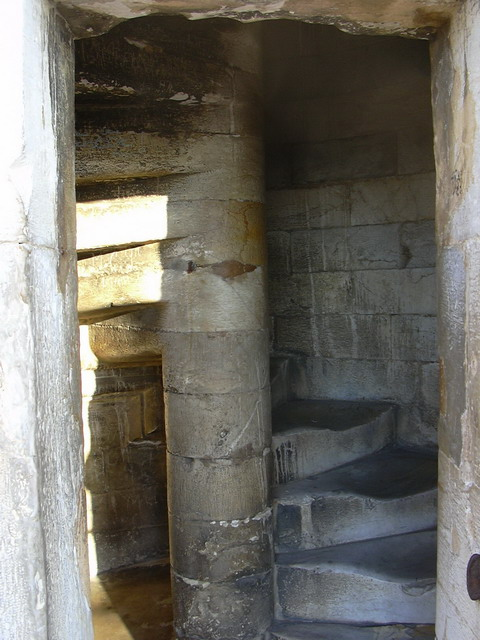
Belső lépcsősor a hatodik és hetedik emelet között
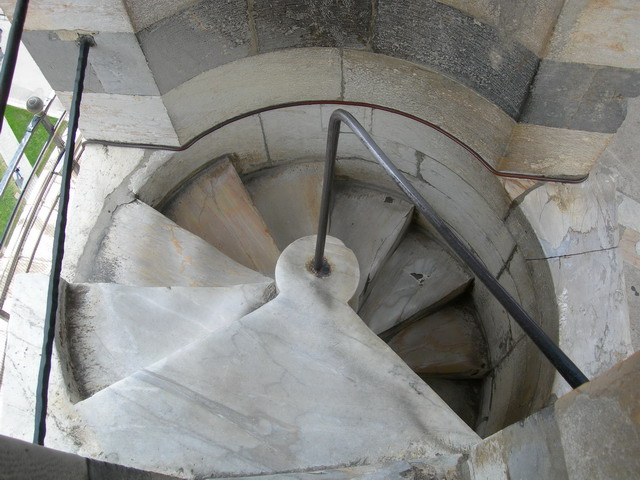
Belső lépcsősor a hetedik és nyolcadik (legfelső) emelet között
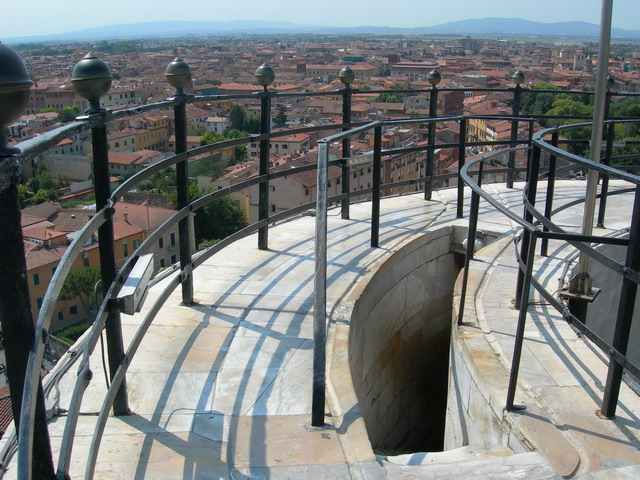
Kilátás a tetőről
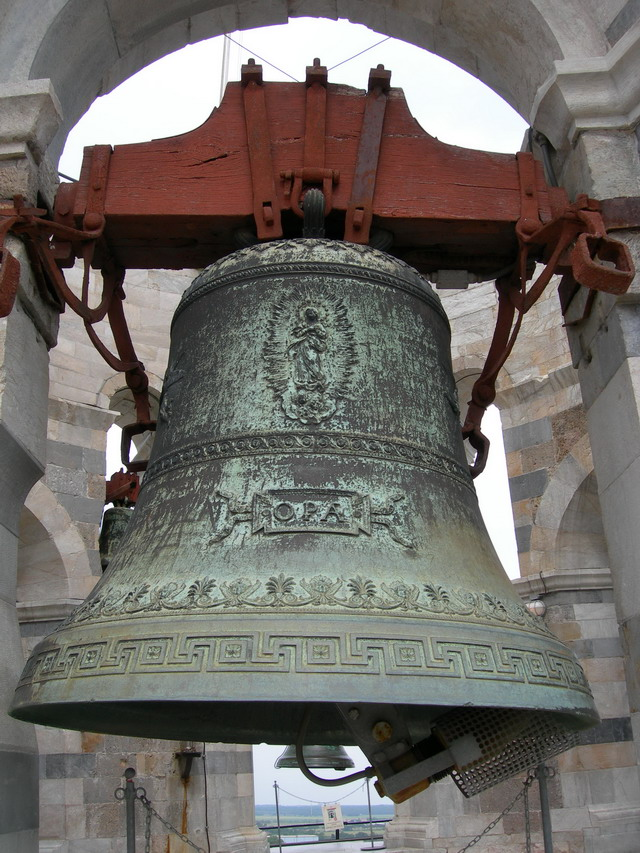
Assunta-harang
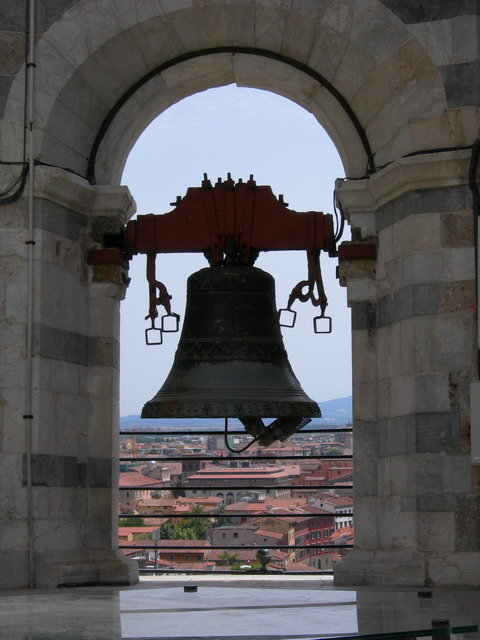
Pasquareccia-harang

## Fordítás
- Ez a szócikk részben vagy egészben  a   Leaning Tower of Pisa című angol Wikipédia-szócikk ezen változatának fordításán alapul.  Az eredeti cikk szerkesztőit annak laptörténete sorolja fel. Ez a jelzés csupán a megfogalmazás eredetét és a szerzői jogokat jelzi, nem szolgál a cikkben szereplő információk forrásmegjelöléseként.